# World Darts Federation
World Darts Federation (WDF) je sportovní řídící orgán a (spolu s PDC) organizátor šipkařských turnajů. Organizaci založilo v roce 1974 čtrnáct členů. Členem se může stát jakákoli národní šipkařská organizace. WDF je řádným členem Globální asociace mezinárodních sportovních federací, což je řídící orgán pro mezinárodní sportovní federace.
Po pádu British Darts Organization v září 2020 WDF oznámila plány na pořádání vlastního mistrovství světa a turnaje World Masters. Obě soutěže se poprvé konaly v roce 2022, mistrovství světa se odehrálo v dubnu.

## Členové
Součástí organizace je 70 řádných států a 6 prozatímních členů (Bahrajn, Ghana, Guernsey, Lichtenštejnsko, Palestina a Uganda).
- Anglie
- Austrálie
- Bahamy
- Bahrajn
- Belgie
- Brazílie
- Brunej
- Bulharsko
- Česko
- Čínská Tchaj-pej
- Dánsko
- Egypt
- Estonsko
- Etiopie
- Faerské ostrovy
- Finsko
- Francie
- Ghana
- Gibraltar
- Guernsey
- Hongkong
- Chorvatsko
- Indie
- Írán
- Irsko
- Island
- Itálie
- Jamajka
- Japonsko
- Jersey
- Jižní Afrika
- Jižní Korea
- Kajmanské ostrovy
- Kanada
- Katalánsko
- Keňa
- Kypr
- Lichtenštejnsko
- Litva
- Lotyšsko
- Lucembursko
- Macao
- Maďarsko
- Malajsie
- Malta
- Man
- Monako
- Mongolsko
- Německo
- Nizozemsko
- Norsko
- Nový Zéland
- Pákistán
- Palestina
- Polsko
- Rakousko
- Rumunsko
- Rusko
- Řecko
- Severní Irsko
- Singapur
- Skotsko
- Slovensko
- Slovinsko
- Spojené státy americké
- Srbsko
- Španělsko
- Švédsko
- Švýcarsko
- Thajsko
- Trinidad a Tobago
- Turecko
- Turks a Caicos
- Uganda
- Ukrajina
- Wales

## Žebříček WDF
Hráči jsou umístěni v žebříčku na základě bodů, které získali za posledních 12 měsíců, přičemž se započítává pouze 10 nejlepších výkonů na turnajích označených jako Platinum, Gold, Silver a Bronze.
Od založení žebříčku WDF v roce 1974 se metoda výpočtu bodů několikrát změnila.

### Aktuální rozdělení bodů
Body se v současnosti udělují takto:
| Kategorie turnaje | W   | F   | SF  | QF | R16 | R32 | R64 |
| WDF Platinum      | 270 | 167 | 103 | 64 | 39  | 26  | 13  |
| WDF Gold          | 180 | 111 | 68  | 43 | 26  | 17  | 9   |
| WDF Silver        | 90  | 56  | 34  | 21 | 13  | 9   | —   |
| WDF Bronze        | 45  | 28  | 17  | 11 | 6   | —   | —   |

## Světové jedničky
| Rok  | Muži                      | Ženy                   |
| ---- | ------------------------- | ---------------------- |
| 1976 | Alan Evans                | —                      |
| 1977 | John Lowe                 | —                      |
| 1978 | Leighton Rees             | —                      |
| 1979 | John Lowe (2)             | —                      |
| 1980 | Eric Bristow              | —                      |
| 1981 | Eric Bristow (2)          | —                      |
| 1982 | Jocky Wilson              | —                      |
| 1983 | Eric Bristow (3)          | —                      |
| 1984 | Eric Bristow (4)          | Sandy Reitan           |
| 1985 | Eric Bristow (5)          | Lilian Barnett         |
| 1986 | John Lowe (3)             | Linda Batten           |
| 1987 | Bob Anderson              | Maarit Fagerholm       |
| 1988 | John Lowe (4)             | Jayne Kempster         |
| 1989 | Bob Anderson (2)          | Sharon Colclough       |
| 1990 | Eric Bristow (6)          | Sharon Colclough (2)   |
| 1991 | Phil Taylor               | Sharon Colclough (3)   |
| 1992 | Rod Harrington            | Mandy Solomons         |
| 1993 | Leo Laurens               | Mandy Solomons (2)     |
| 1994 | Steve Beaton              | Deta Hedman            |
| 1995 | Richie Burnett            | Deta Hedman (2)        |
| 1996 | Martin Adams              | Deta Hedman (3)        |
| 1997 | Martin Adams (2)          | Deta Hedman (4)        |
| 1998 | Ronnie Baxter             | Francis Hoenselaar     |
| 1999 | Raymond van Barneveld     | Trina Gulliver         |
| 2000 | Raymond van Barneveld (2) | Trina Gulliver (2)     |
| 2001 | Mervyn King               | Trina Gulliver (3)     |
| 2002 | John Walton               | Trina Gulliver (4)     |
| 2003 | Martin Adams (3)          | Trina Gulliver (5)     |
| 2004 | Raymond van Barneveld (3) | Trina Gulliver (6)     |
| 2005 | Raymond van Barneveld (4) | Trina Gulliver (7)     |
| 2006 | Jelle Klaasen             | Trina Gulliver (8)     |
| 2007 | Gary Anderson             | Trina Gulliver (9)     |
| 2008 | Scott Waites              | Francis Hoenselaar (2) |
| 2009 | Tony O'Shea               | Trina Gulliver (10)    |
| 2010 | Martin Adams (4)          | Deta Hedman (5)        |
| 2011 | Scott Waites (2)          | Deta Hedman (6)        |
| 2012 | Stephen Bunting           | Deta Hedman (7)        |
| 2013 | James Wilson              | Deta Hedman (8)        |
| 2014 | Alan Norris               | Deta Hedman (9)        |
| 2015 | Darius Labanauskas        | Deta Hedman (10)       |
| 2016 | Darius Labanauskas (2)    | Deta Hedman (11)       |
| 2017 | Scott Mitchell            | Aileen de Graaf        |
| 2018 | Jim Williams              | Deta Hedman (12)       |
| 2019 | Nick Kenny                | Aileen de Graaf (2)    |
| 2020 | Wayne Warren              | Deta Hedman (13)       |
| 2021 | Brian Raman               | Deta Hedman (14)       |
| 2022 | Jelle Klaasen (2)         | Beau Greaves           |